# レジーナ・ベル
レジーナ・ベル（Regina Belle、1963年7月17日 - ）は、アメリカのソウル/R&B歌手。
ピーボ・ブライソンとのデュエットした「ホール・ニュー・ワールド」はディズニー・アニメ映画『アラジン』主題歌で、全米No.1ヒット、アカデミー賞最優秀主題歌賞やグラミー賞ソング・オブ・ザ・イヤーなどを受賞した。

## ディスコグラフィ

### スタジオ・アルバム
- 『オール・バイ・マイセルフ』 - All by Myself (1987年、Columbia)
- 『ステイ・ウィズ・ミー』 - Stay with Me (1989年、Columbia)
- 『パッション』 - Passion (1993年、Columbia)
- 『フィリー』 - Reachin' Back (1995年、Columbia)
- 『ビリーヴ・イン・ミー』 - Believe in Me (1998年、MCA)
- 『ディス・イズ・レジーナ』 - This Is Regina! (2001年、Peak)
- 『レイジー・アフタヌーン』 - Lazy Afternoon (2004年、Peak)
- Love Forever Shines (2008年、Pendulum)
- Higher (2012年、Pendulum)
- The Day Life Began (2016年、Shanachie)

### コンピレーション・アルバム
- 『ザ・ベスト・オブ・レジーナ・ベル』 - Baby Come To Me: The Best Of Regina Belle (1997年)
- Super Hits (2001年)
- Love Songs (2006年)
- S.O.U.L. (2012年)
- 『ショウ・ミー・ザ・ウェイ:コロムビア・アンソロジー』 - Show Me The Way (The Columbia Anthology) (2019年)

### シングル
- "Where Did We Go Wrong?" (1986年) ※with The Manhattans
- "Show Me the Way" (1987年)
- 「ソー・メニー・ティアーズ」 - "So Many Tears" (1987年)
- "Without You" (1987年) ※with ピーボ・ブライソン
- "How Could You Do it to Me" (1988年)
- "After the Love Has Lost its Shine" (1988年)
- "You Got the Love" (1988年)
- "All I Want is Forever" (1989年) ※with ジェームズ・JT・テイラー
- "Baby Come to Me" (1989年)
- "Good Lovin'" (1989年)
- "Make It Like It Was" (1989年)
- "What Goes Around" (1990年)
- "This is Love" (1990年)
- "Better Together" (1992年) ※with ジョニー・マティス
- 「ホール・ニュー・ワールド」 - "A Whole New World (Aladdin's Theme)" (1992年) ※with ピーボ・ブライソン
- "If I Could" (1993年)
- "Quiet Time" (1993年)
- "Dream in Color" (1993年)
- "The Deeper I Love" (1993年)
- "Far Longer than Forever" (1994年) ※with ジェフリー・オズボーン
- "Love T.K.O." (1995年)
- 「ユー・アー・エヴリシング」 -  "You Are Everything" (1995年)
- 「ドント・レット・ゴー」 -  "Don't Let Go" (1998年)
- "I've Had Enough" (1998年)
- "Oooh Boy" (2001年)
- "For the Love of You" (2004年)
- "God is Good" (2008年)
- "I Call on Jesus" (2008年)
- "Make an Example Out of Me" (2012年)